# Pao turgidus
Pao turgidus es una especie de peces de la familia Tetraodontidae en el orden de los Tetraodontiformes.

## Morfología
Los machos pueden llegar alcanzar los 18,5 cm de longitud total.

## Hábitat
Es un pez de agua dulce, de clima tropical y pelágico.

## Distribución geográfica
Se encuentran en Asia:  cuenca del río Mekong y, probablemente también, la del río Chao Phraya.

## Observaciones
Es inofensivo para los humanos.